# Lapsiphedi
Lapsiphedi es un pueblo ubicado en el distrito de Katmandú, provincia de Bagmati, Nepal.

## Superficie
Cuenta con una superficie de 17,8 kilómetros cuadrados.

## Demografía
Datos hasta 2015
- Población: 10 592 habitantes.[1]
- Densidad de población: 596,4 habitantes por kilómetro cuadrado.[1]
- Población masculina: 5172 (48,8%).[1]
- Población femenina: 5420 (51,2%).[1]